# Venn-diagram

A görög ábécé, a latin ábécé és az orosz ábécé Venn-diagramja

A Venn-diagram, vagy más elnevezéssel halmazábra, a halmazokat, azok viszonyait, méretét és műveleteit szemléltető diagram. Többnyire síkidomokat tartalmaz: köröket, téglalapokat, ellipsziseket. Leonhard Euler svájci matematikus és fizikus használta először, majd John Venn brit matematikus népszerűsítette 1880-ban.
Használják az elemi halmazelmélet tanításában, a logikában, valószínűségszámításban, statisztikában, illetve a nyelvészetben. Általában csak néhány halmaz szemléltetésére alkalmas, mivel sok egymást kölcsönösen metsző halmaz esetén az ábra elbonyolódik, vagy nem is lehetséges az összes metszetet ábrázolni.

## Leírása, példák
A diagramon általában körök jelölik a halmazokat, de általában bármely zárt Jordan-görbe is a diagram részévé válhat. A görbe belseje megfelel egy adott halmaz elemeinek, külseje az adott halmazba nem tartozó elemeknek. Az alaphalmazt általában téglalap jelöli.
Halmazok számossága (mérete):
- Az egyes részekbe írt számok az adott rész számosságát (méretét) jelölik
- Ha egy részről kiderül, hogy üres, akkor besatírozzák

Halmazok viszonyai:
- Diszjunkt halmazok, mint különálló körök
- Részhalmaz, mint a tartalmazó halmaz körében levő kör
- Metsző halmazok, mint metsző körök

Az ilyen diagramokat Euler-diagramnak is nevezik.
- Ugyanezek a viszonyok kisatírozással is ábrázolhatók

Műveletek ábrázolása:
- Unió, mindkét halmaz beszínezése
- Metszet, a halmazok közös részének beszínezése
- Differencia, az A\B különbség esetén az A halmaz B-hez nem tartozó részének beszínezése
- Szimmetrikus differencia, a két különbséghalmaz uniójának beszínezése

## Az ábrázolás elbonyolódása
Háromnál több egymást mind metsző halmazt nem lehet csak körökkel ábrázolni. A szimmetrikus diagramokon nem lehet minden metszetet megtalálni, ezért más módot kell találni. Maga Venn készítette az első konstrukciókat, majd A. W. F. Edwards is előállt a maga diagramjaival, amikbe visszahozta a szimmetriát.

### Venn konstrukciói
|  |

### Edwards konstrukciója
Edwards ötlete az volt, hogy a Venn-diagramot gömbfelszínen készíti el, majd kivetíti a síkba. Az első három halmazt három egymást metsző főkör határolja, a negyediké meg úgy kanyarog, mint teniszlabdán a varrat. A visszavetítés után fogaskerék alakú halmazok keletkeznek, ahol minden egyes további halmaznak egyre több foga van.

### Más tervek
Edwards Venn-diagramja homeomorf a Branko Grünbaum által készített egyre nagyobb oldalszámú sokszögeket tartalmazó diagrammal.
Smith hasonló diagramokat tervezett szinuszgörbék felhasználásával.
Lewis Carroll öt egymást mind metsző halmazra készített Venn-diagramot[forrás?].

## Térbeli Venn-diagram
A halmazok kölcsönös viszonyait néha térben ábrázolják:
|  |  |  |  |  |

## Fordítás
Ez a szócikk részben vagy egészben  a   Venn diagram című angol Wikipédia-szócikk fordításán alapul.  Az eredeti cikk szerkesztőit annak laptörténete sorolja fel. Ez a jelzés csupán a megfogalmazás eredetét és a szerzői jogokat jelzi, nem szolgál a cikkben szereplő információk forrásmegjelöléseként.